# Czarnkowsko-Trzcianecki
Czarnkowsko-Trzcianecki là một huyện thuộc tỉnh Wielkopolskie của Ba Lan. Huyện có diện tích 1806 km². Đến ngày 1 tháng 1 năm 2011, dân số của huyện là 87086 người và mật độ 48 người/km².